# 都何尼州立海灘
都何尼州立海灘（英語：Doheny State Beach）是美國加利福尼亞州州立公園系統中的一個受到保護之海灘，位於太平洋沿岸之達納波因特。都何尼州立海灘是一個受歡迎的衝浪勝地，位於聖胡安溪的河口。

## 歷史
都何尼州立海灘由石油大亨愛德華· L·都何尼於1931年5月31日捐贈給公眾。它是加州第一個州立海灘。1963年7月1日，該海灘被命名為都何尼州立海灘以紀念他。最初捐贈的土地為41英畝（17公頃）。後來通過從艾奇遜、托皮卡和聖塔菲鐵路、加州大學董事會和聯合石油公司收購，又增加了21英畝（8.5公頃）。該海灘的官方總面積中還包括不屬於國家所有的192英畝（78公頃）土地。
2022年10月，加州海岸委員會批准在都何尼州立海灘建設一座海水淡化廠，每天可生產5至1500萬加侖淡水。